# لوکی انترتینمنت
لوکی اینترتینمنت (انگلیسی: Loki Entertainment) شرکت بازی ویدئویی آمریکایی است، که در سال ۱۹۹۸ تأسیس شد.